# Julius Reubke
Julius Reubke   (Hausneindorf, 23 de març de 1834 - Pillnitz, 3 de juny de 1858) fou un compositor, pianista i organista alemany. En la seva curta vida, va compondre la Sonata al 94 Salmo en do menor, que es creu que és una de les més grans obres per a orgue del repertori clàssic.
Julius Reubke va ser el fill gran del constructor d'orgues i piano Adolf Reubke (1805-1875). Dels cinc germans de Julius, dos germans, Emile (1836-1884) i Karl (1840-1860), van treballar amb el seu pare; Emil es va fer soci el 1860 i va ser propietari de la companyia des del 1872. El seu germà Otto (1842-1913) també va ser pianista, organista i compositor; va preparar la Sonata al 94è Salm per a la seva primera publicació l'agost de 1871.
També hi havia dues germanes, Meta i Alma.

## Biografia
La primera instrucció musical de Reubke va ser a Quedlinburg amb Hermann Bönicke (1821-1879). Es traslladà a Berlín l'abril o l'octubre de 1851, on continuà la seva formació musical al conservatori d'aquella ciutat, que havia estat fundat el novembre de 1850 per Theodor Kullak, amb qui estudiava piano, Adolf-Bernhard Marx, amb qui estudiava composició i amb Julius Stern. A Berlín, va conèixer la "Neudeutsche Schule" amb el director Hans von Bülow i l'organista Alexander Winterberger, tots dos associats amb Franz Liszt.
Quan Liszt va visitar Berlín el desembre de 1855, va disposar, per recomanació de Bülow, d'ensenyar Reubke piano i composició des del febrer de 1856 a Weimar, i li va permetre viure a la casa d'Altenburg que conservava. Va ser en aquest entorn que Reubke va compondre les seves dues grans obres, la Sonata per piano en B-flat minor, que va compondre des de desembre de 1856 fins a març de 1857, i la Sonata al 94 Salmo en re menor, per a orgue, que va acabar un mes després; també va considerar escriure una òpera. L'òrgan sonata estava dedicat al professor Carl Riedel; la seva estrena va ser per Reubke al "Ladegastorgue" (1853-1855) de la catedral de Merseburg el 17 de juny de 1857. Des de la seva composició, ha estat considerat un dels pinacles del repertori romàntic .

La seva salut ja estava en decadència en el moment de les seves grans composicions:
| «              | <Tocant-nos la seva sonata, asseguda en la seva forma inclinada al piano, enfonsada en la seva creació, Reubke va oblidar-se de tot; i després miràvem la seva pàl·lida aparença, al brillo antinatural dels seus ulls brillants, vam sentir el seu alè pesat i vam ser conscients de com la fatiga sense paraula l'atordia després d'unes hores d'emoció. Sospitàvem llavors que no estaria gaire temps amb nosaltres.> | » |
| — Richard Pohl | |   |

Es va traslladar a Dresden el desembre de 1857. En aquesta època, patia un empitjorament de la tuberculosi i no tenia energia per jugar ni compondre. Es va traslladar al centre de salut de Pillnitz el maig de 1858, on va morir a la fonda Zum Goldenen Löwen pocs dies després, a l'edat de 24 anys, va ser enterrat a prop de l'església de Maria am Wasser a Pillnitz-Hosterwitz el 7 de juny.

Va ser un dels alumnes preferits de Liszt; després de la seva mort, Liszt va escriure una carta de simpatia al pare de Reubke:
| «             | <Veritablement ningú no podia sentir més profundament la pèrdua que ha sofert l'Art en el vostre Juli, que la que ha seguit amb admiració la seva simpatia, constant i reeixida lluita durant aquests últims anys, i que tindrà en compte fidelment la seva amistat.> | » |
| — Franz Liszt | |   |

## Composicions
- Piano Sonata en b-flat minor (1857) - influït per la sonata de Liszt en re menor
- Sonata sobre el 94è Salmo en re menor (1857) per a un òrgan, influït per la fantasia i la fugida de Liszt sobre la coral "Ad nos, ad salutarem undam"
- Trio en E-flat major per a orgue (1850)
- Mazurka en E major per a piano (1856)
- Scherzo en re menor per a piano (1856)
- Adagio en do menor per a orgue.

## S'ha perdut
- Obertura
- Cançons per a mezzo-soprano i piano
- Coral Variació en el O Haupt voll Blut und Wunden